# Легостаев, Василий Захарович
Василий Захарович Легостаев (1922—1943) — красноармеец Рабоче-крестьянской Красной Армии, участник Великой Отечественной войны, Герой Советского Союза (1943).

## Биография
Василий Легостаев родился в 1922 году в селе Останино (ныне — Мантуровский район Курской области). Окончил шесть классов школы. В 1940 году Легостаев был призван на службу в Рабоче-крестьянскую Красную Армию. С 21 февраля 1943 года — на фронтах Великой Отечественной войны. В марте 1943 года его матери пришла первая похоронка, извещающая о том, что красноармеец 232-й стрелковой дивизии В. З. Легостаев погиб 20 февраля 1943 и похоронен у села Русская Бобрава Беловского района Курской области. На самом деле 22 февраля 1943 года был ранен. С 5 по 20 июля 1943 года — на Воронежском фронте. С 28 сентября 1943 года воевал в составе Степного фронта.
К октябрю 1943 года гвардии красноармеец Василий Легостаев был наводчиком противотанкового ружья 99-го гвардейского отдельного истребительно-противотанкового дивизиона 92-й гвардейской стрелковой дивизии 37-й армии Степного фронта. Отличился во время битвы за Днепр. Во время боёв на плацдарме на западном берегу Днепра в районе села Дериевка Онуфриевского района Кировоградской области Украинской ССР Легостаев первым ворвался на важную высоту и захватил вражеское артиллерийское орудие, после чего вёл из него огонь по противнику, уничтожив при этом до 10 солдат противники. При танковой контратаке немцев подбил самоходное артиллерийское орудие «Фердинанд», и уничтожил его экипаж из личного стрелкового оружия. 7 ноября 1943 года он пропал без вести. Легостаев был похоронен у здания сельсовета с. Искровка Петровского района Кировоградской области УССР.
Указом Президиума Верховного Совета СССР от 20 декабря 1943 года гвардии красноармеец Василий Легостаев посмертно был удостоен высокого звания Героя Советского Союза. Также посмертно был награждён орденом Ленина.